# Famicom Bunko: Hajimari no Mori
Famicom Bunko: Hajimari no Mori (ファミコン文庫 はじまりの森?) è un videogioco d'avventura pubblicato nel 1999 da Nintendo per Super Famicom. Il videogioco era disponibile esclusivamente in Giappone tramite il servizio Nintendo Power.
Il gioco è stato successivamente distribuito per Wii e Wii U tramite Virtual Console.